# Tykvotvaré
Tykvotvaré (Cucurbitales) je řád vyšších dvouděložných rostlin. Zahrnuje byliny i dřeviny. Charakteristické jsou jednopohlavné květy se spodním semeníkem. Řád zahrnuje 8 čeledí a asi 2300 druhů. Největší čeledi jsou tykvovité a kysalovité.

## Popis
Řád tykvotvaré zahrnuje byliny i dřeviny.
Společné znaky zástupců tohoto řádu jsou zejména jednopohlavné květy, spodní semeník s parietální placentací, zvláštní tzv. kukurbitoidní typ zubů na okraji listové čepele, obsah specifických oxidovaných triterpenů, tzv. kukurbitacinů a samostatné cévní svazky ve stonku.
Řád zahrnuje celkem asi 2300 druhů ve 132 rodech a 8 čeledích. Nejvíce rodů obsahuje čeleď tykvovité (Cucurbitaceae, asi 850 druhů ve 118 rodech), zatímco nejvíc druhů je v čeledi kysalovité (Begoniaceae, asi 1400 druhů ve 2 rodech).

## Taxonomie
Řád tykvotvaré představuje jednu z větví skupiny vyšších dvouděložných rostlin označované jako Rosids I. Nejblíže příbuzné řády, s nimiž tvoří monofyletickou skupinu, jsou bukotvaré (Fagales), růžotvaré (Rosales) a bobotvaré (Fabales).
S nástupem molekulárních metod došlo k převratům v chápání příbuzenských vztahů čeledí v rámci daného řádu.
V tradičních taxonomických systémech byly dvě hlavní čeledi (tykvovité a kysalovité) řazeny do řádu Cucurbitales v rámci nadřádu Violanae (Dahlgren) nebo byly obsaženy ve více řádech (Tachtadžjan, v řádech Cucurbitales a Begoniales), případně byly tyto čeledi součástí široce pojatého řádu Violales (Cronquist).
Čeleď kožařkovité (Coriariaceae) náležela k taxonomicky problematickým skupinám. Dahlgren ji řadil do řádu mýdelníkotvaré (Sapindales), Tachtadžjan do samostatného řádu Coriariales v rámci nadřádu Rutanae a Cronquist dokonce do řádu pryskyřníkotvaré (Ranunculales). Podobné to bylo i se zbylými drobnými čeleděmi (Anisophylleaceae, Corynocarpaceae, Datiscaceae, Tetramelaceae), které byly součástí řádů Rosales, Celastrales, Violales aj.
V systému APG IV vydaném v roce 2016 byla do řádu nově zařazena čeleď Apodanthaceae, zahrnující nezelené parazitní byliny řazené v minulosti do sběrné čeledi Rafflesiaceae.

## Význam
Mnoho druhů čeledi tykvovité náleží mezi důležité plodiny. Begónie z čeledi kysalovité jsou často pěstované okrasné rostliny. Mezi pozoruhodné stromy náleží Tetrameles nudiflora z čeledi Tetramelaceae.

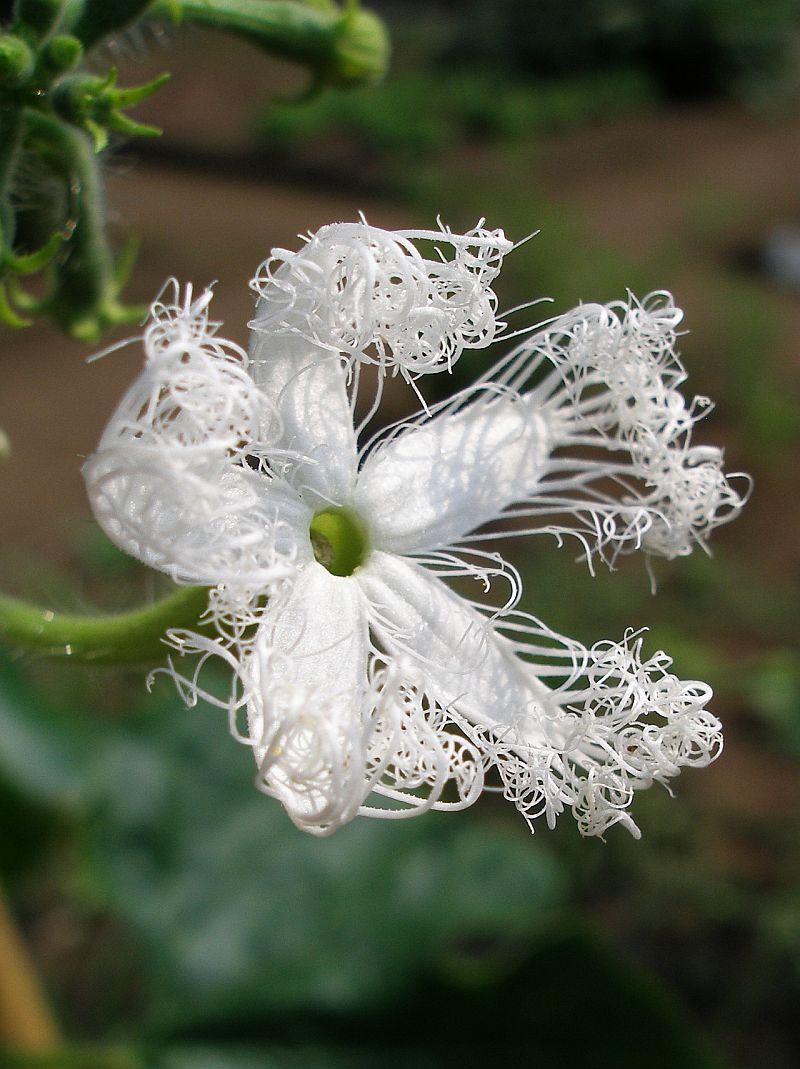
Trichosanthes cucumerina (tykvovité)
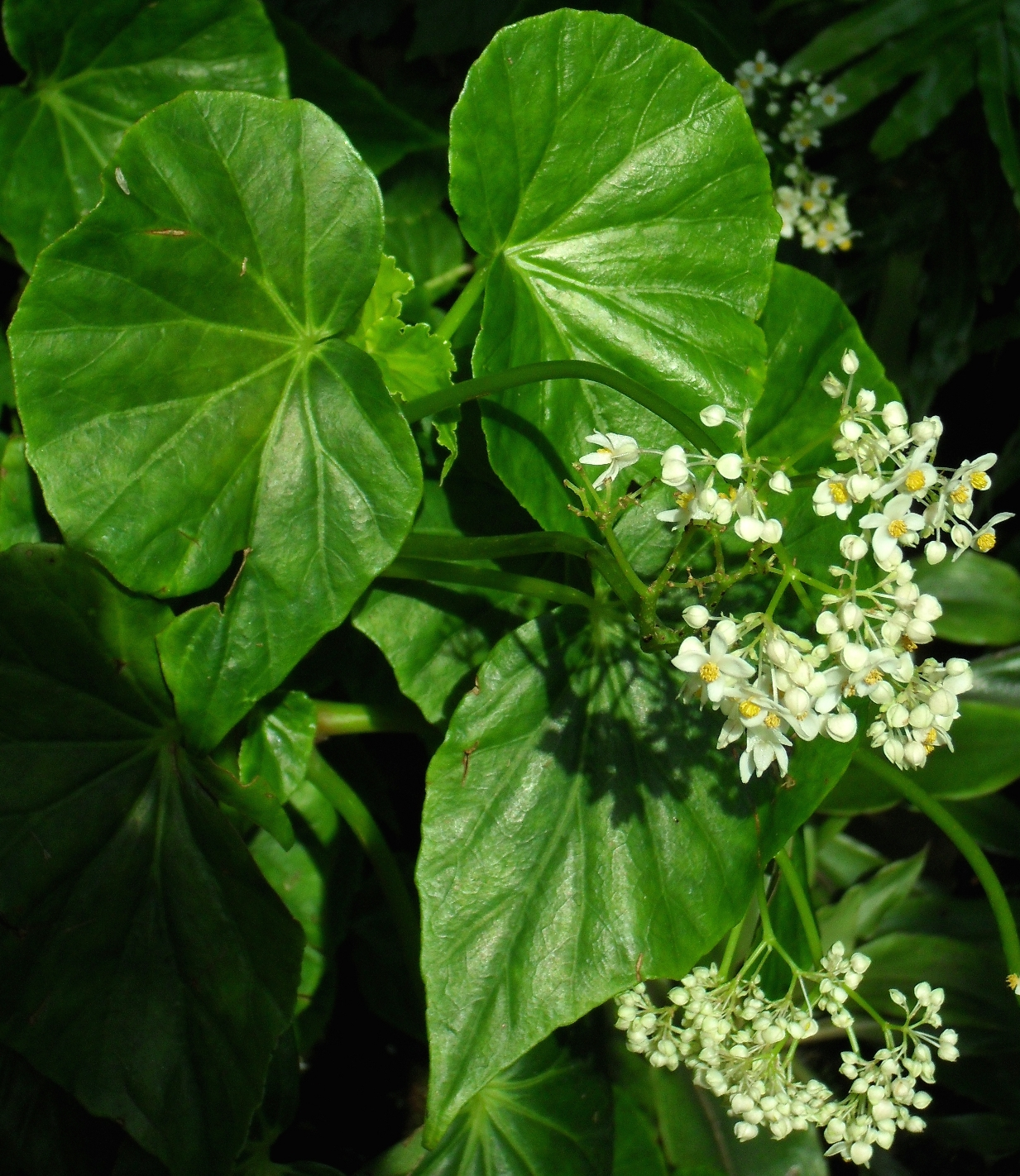
Kysala Begonia odorata (kysalovité)
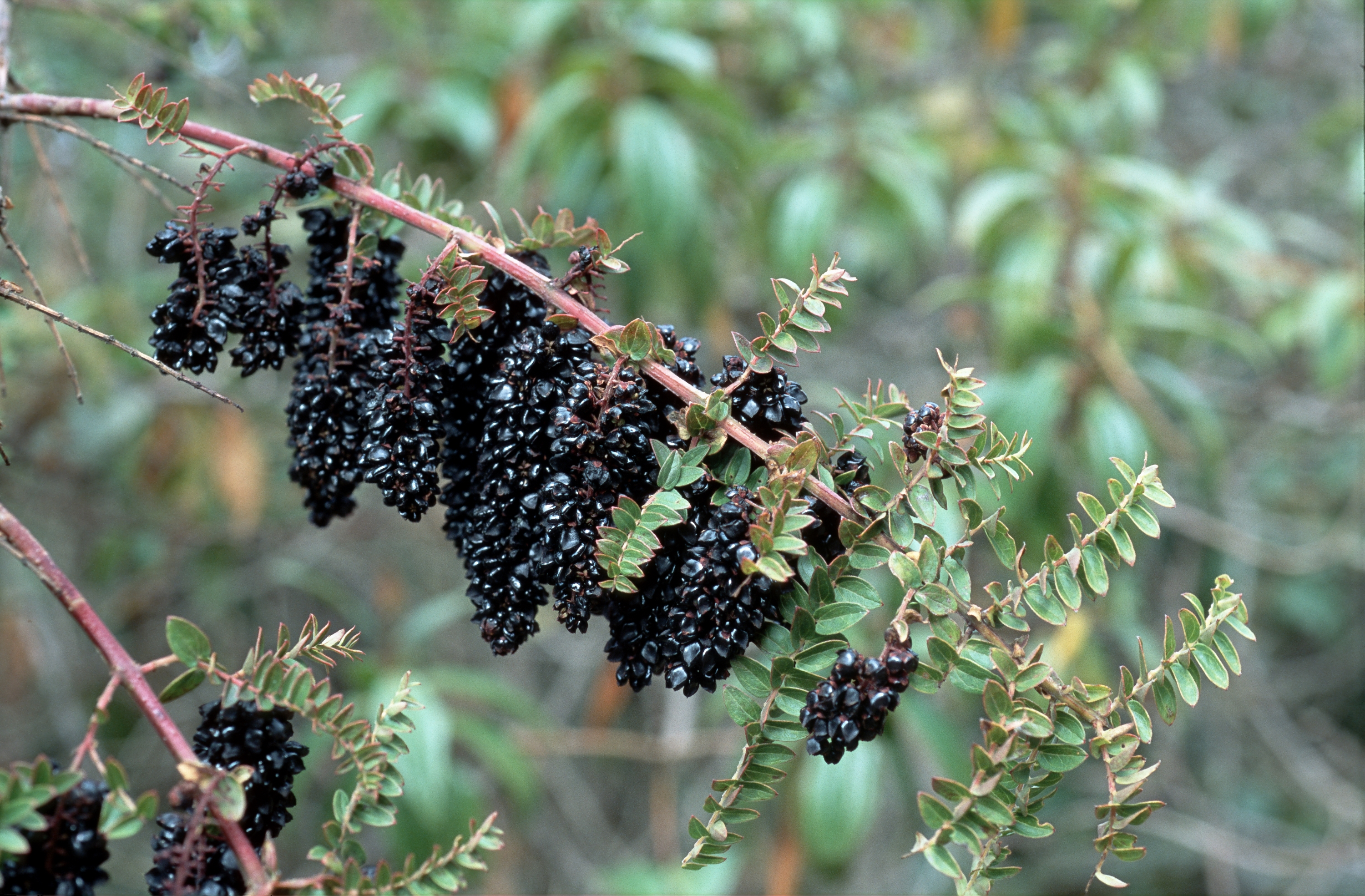
Kožařka Coriaria ruscifolia (kožařkovité)
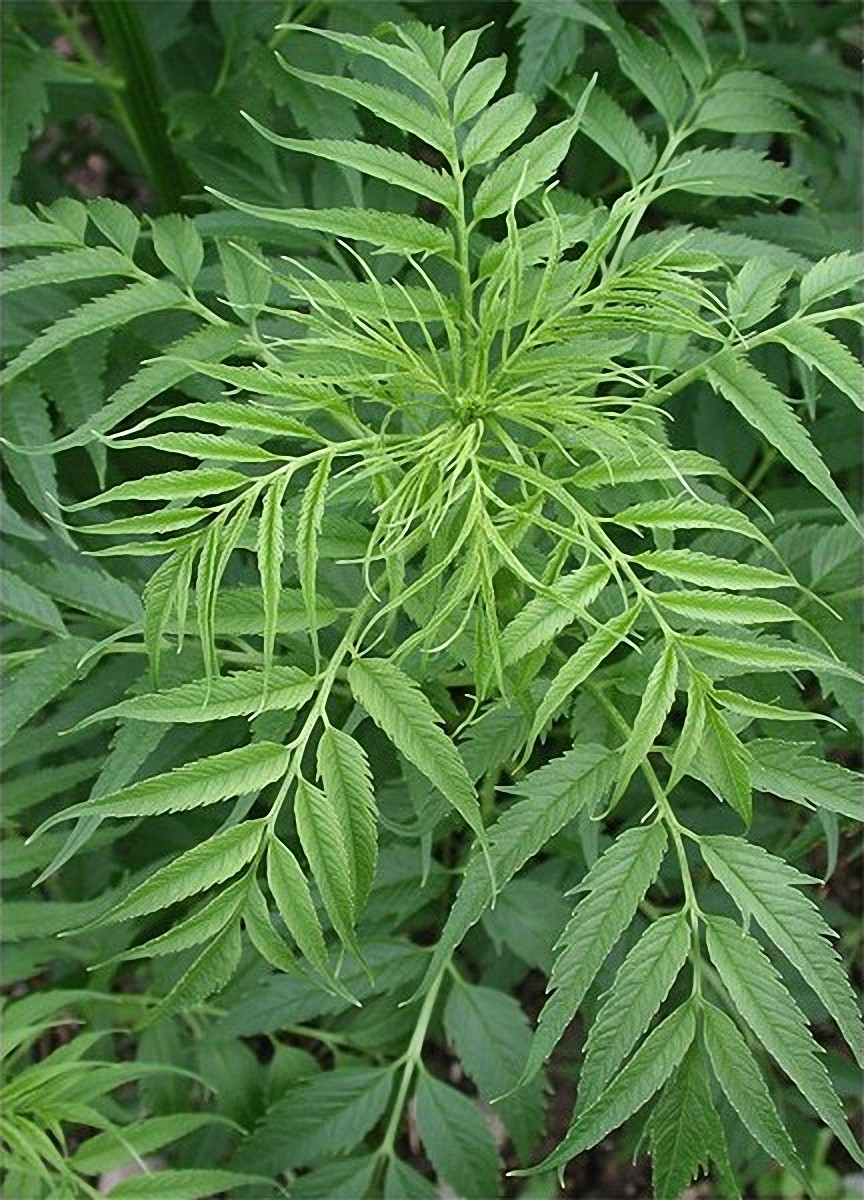
Datisca cannabina (konopourovité)
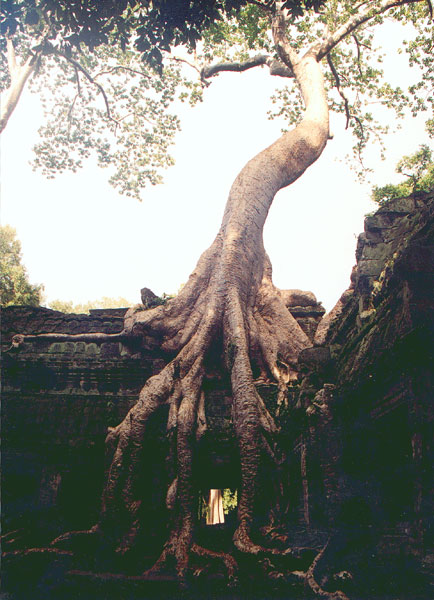
Tetrameles nudiflora (Tetramelaceae)

## Přehled čeledí
- hliníkovkovité (Anisophylleaceae)
- konopourovité (Datiscaceae)
- kožařkovité (Coriariaceae)
- kysalovité (Begoniaceae)
- tykvovité (Cucurbitaceae)
- Apodanthaceae
- Corynocarpaceae
- Tetramelaceae[2][3]